# Crozdesk
Сайт: https://crozdesk.com/
Crozdesk — это веб-сервис, запущенный в 2015 году, который соединяет покупателей и продавцов бизнес-программного обеспечения и предлагает алгоритм для оценки платформ и присвоения баллов. Его основателем является Николас Хоппер, немецкий предприниматель из Лондона.
Хоппер показал, что Crozdesk привлек шестизначный раунд посева от швейцарского инвестора.
В июле 2016 года Crozdesk объявила о партнерстве с платформой для поиска приложений и программного обеспечения Softonic.